# Tieguldiet
Tieguldiet (ros. Тегульдет) – wieś (sieło) w Rosji, w obwodzie tomskim, ośrodek administracyjny rejonu tieguldieckiego. W 2010 liczyła 4385 mieszkańców.